# Pommier Paradis
Pour les articles homonymes, voir Paradis (homonymie).
Malus pumila
Espèce
Pommier Paradis est le nom vernaculaire d'une variété de pommier domestique (Malus domestica, synonyme :Malus pumila).

## Présentation
Cette variété de pommier est très répandue en Europe depuis le XVIe siècle. Le mot français "pommier de paradis" ou latin savant "mala paradisiaca" est attesté en 1542. Il justifie les expressions populaires "graine(s) de paradis" ou "arbre de paradis".
On pensait à l'origine qu'il s'agissait d'une espèce à part entière de pommier, mais il s'agit en fait d'une variété de Malus pumila "standard" mais disposant de caractéristiques spécifiques le rendant particulièrement adapté à l'usage en porte-greffe.
Il existe un Paradis Anglais correspondant à la référence M2 des porte-greffes Malling et un Paradis Français portant la référence M8.

## Porte-greffe nain
On utilise très souvent en France comme porte-greffe nanifiant de pommier le PAradis JAune de Metz, nommé PAJAM. Cette variété est utilisée pour son caractère nanifiant qui permet d'obtenir des arbres de petite taille donc facile à récolter. Par ailleurs, cette variété consacre très peu de son énergie à faire du bois (d'où son nanisme), cela permet d'orienter toute la sève produite vers la production de plus de fruits sur un espace réduit. A la différence d'un pommier franc qui prendrait beaucoup plus de place pour une production inférieure et plus difficile à récoler.